# 360 km Jarame 1987
360 km Jarame 1987 je bila prva dirka Svetovnega prvenstva športnih dirkalnikov v sezoni 1987. Odvijala se je 22. marca 1987 na dirkališču Circuito Permanente Del Jarama.

## Rezultati
| Poz    | Razred | Št  | Moštvo                     | Dirkači                               | Šasija                             | Gume | Krogi |
| Poz    | Razred | Št  | Moštvo                     | Dirkači                               | Motor                              | Gume | Krogi |
| ------ | ------ | --- | -------------------------- | ------------------------------------- | ---------------------------------- | ---- | ----- |
| 1      | C1     | 5   | Silk Cut Jaguar            | Jan Lammers John Watson               | Jaguar XJR-8                       | D    | 109   |
| 1      | C1     | 5   | Silk Cut Jaguar            | Jan Lammers John Watson               | Jaguar 7.0L V12                    | D    | 109   |
| 2      | C1     | 17  | Rothmans Porsche           | Hans-Joachim Stuck Derek Bell         | Porsche 962C                       | D    | 109   |
| 2      | C1     | 17  | Rothmans Porsche           | Hans-Joachim Stuck Derek Bell         | Porsche Type-935 3.0L Turbo Flat-6 | D    | 109   |
| 3      | C1     | 4   | Silk Cut Jaguar            | Eddie Cheever Raul Boesel             | Jaguar XJR-8                       | D    | 109   |
| 3      | C1     | 4   | Silk Cut Jaguar            | Eddie Cheever Raul Boesel             | Jaguar 7.0L V12                    | D    | 109   |
| 4      | C1     | 10  | Kremer Porsche Racing      | Volker Weidler Kris Nissen            | Porsche 962C                       | Y    | 106   |
| 4      | C1     | 10  | Kremer Porsche Racing      | Volker Weidler Kris Nissen            | Porsche Type-935 2.8L Turbo Flat-6 | Y    | 106   |
| 5      | C1     | 3   | Brun Motorsport            | Jésus Pareja Oscar Larrauri           | Porsche 962C                       | M    | 106   |
| 5      | C1     | 3   | Brun Motorsport            | Jésus Pareja Oscar Larrauri           | Porsche Type-935 2.8L Turbo Flat-6 | M    | 106   |
| 6      | C1     | 2   | Brun Motorsport            | Massimo Sigala Gianfranco Brancatelli | Porsche 962C                       | M    | 105   |
| 6      | C1     | 2   | Brun Motorsport            | Massimo Sigala Gianfranco Brancatelli | Porsche Type-935 2.8L Turbo Flat-6 | M    | 105   |
| 7      | C1     | 1   | Brun Motorsport            | Walter Brun Frank Jelinski            | Porsche 962C                       | M    | 105   |
| 7      | C1     | 1   | Brun Motorsport            | Walter Brun Frank Jelinski            | Porsche Type-935 2.8L Turbo Flat-6 | M    | 105   |
| 8      | C1     | 15  | Britten – Lloyd Racing     | Mauro Baldi Jonathan Palmer           | Porsche 962C GTi                   | G    | 104   |
| 8      | C1     | 15  | Britten – Lloyd Racing     | Mauro Baldi Jonathan Palmer           | Porsche Type-935 2.8L Turbo Flat-6 | G    | 104   |
| 9      | C2     | 111 | Spice Engineering          | Gordon Spice Fermín Vélez             | Spice SE86C                        | A    | 100   |
| 9      | C2     | 111 | Spice Engineering          | Gordon Spice Fermín Vélez             | Ford Cosworth DFL 3.3L V8          | A    | 100   |
| 10     | C1     | 11  | Kremer Porsche Racing      | Emilio de Villota Paco Romero         | Porsche 962C                       | Y    | 99    |
| 10     | C1     | 11  | Kremer Porsche Racing      | Emilio de Villota Paco Romero         | Porsche Type-935 2.8L Turbo Flat-6 | Y    | 99    |
| 11     | C2     | 101 | Ecurie Ecosse              | David Leslie Ray Mallock              | Ecosse C286                        | A    | 99    |
| 11     | C2     | 101 | Ecurie Ecosse              | David Leslie Ray Mallock              | Ford Cosworth DFL 3.3L V8          | A    | 99    |
| 12     | C2     | 114 | Team Tiga Ford Denmark     | Thorkild Thyrring Leif Lindström      | Tiga GC287                         | A    | 98    |
| 12     | C2     | 114 | Team Tiga Ford Denmark     | Thorkild Thyrring Leif Lindström      | Ford Cosworth BDT-E 2.1L Turbo I4  | A    | 98    |
| 13     | C2     | 115 | ADA Engineering            | Mike Wilds Ian Harrower               | Gebhardt JC843                     | A    | 98    |
| 13     | C2     | 115 | ADA Engineering            | Mike Wilds Ian Harrower               | Ford Cosworth DFL 3.3L V8          | A    | 98    |
| 14     | C2     | 104 | URD Junior Team            | Rudi Seher Hellmut Mundas             | URD C81/2                          | A    | 83    |
| 14     | C2     | 104 | URD Junior Team            | Rudi Seher Hellmut Mundas             | BMW M88 3.5L I6                    | A    | 83    |
| 15 DNF | C2     | 117 | Team Lucky Strike Schanche | Martin Schanche Will Hoy              | Argo JM19B                         | A    | 81    |
| 15 DNF | C2     | 117 | Team Lucky Strike Schanche | Martin Schanche Will Hoy              | Zakspeed 1.9L Turbo I4             | A    | 81    |
| 16 DNF | C2     | 198 | Cosmik Roy Baker Racing    | Pasquale Barberio Costas Los          | Tiga GC286                         | A    | 81    |
| 16 DNF | C2     | 198 | Cosmik Roy Baker Racing    | Pasquale Barberio Costas Los          | Ford Cosworth DFL 3.3L V8          | A    | 81    |
| 17 DNF | C2     | 123 | Charles Ivey Racing        | Mark Newby Dudley Wood                | Tiga GC287                         | A    | 4     |
| 17 DNF | C2     | 123 | Charles Ivey Racing        | Mark Newby Dudley Wood                | Porsche Type-935 2.6L Turbo Flat-6 | A    | 4     |
| DNS    | C2     | 116 | Technoracing               | Luigi Taverna Jean-Pierre Frey        | Alba AR3                           | A    | -     |
| DNS    | C2     | 116 | Technoracing               | Luigi Taverna Jean-Pierre Frey        | Ford Cosworth DFL 3.3L V8          | A    | -     |

## Statistika
- Najboljši štartni položaj - #4 Silk Cut Jaguar - 1:14.541
- Najhitrejši krog - #17 Rothmans Porsche - 1:17.871
- Povprečna hitrost - 144.464 km/h